# USS John D. Edwards (DD-216)
USS John D. Edwards (DD-216) là một tàu khu trục lớp Clemson được Hải quân Hoa Kỳ chế tạo vào cuối Chiến tranh Thế giới thứ nhất, và đã tiếp tục phục vụ trong Chiến tranh Thế giới thứ Hai cho đến khi xung đột kết thúc. Nó là chiếc tàu chiến duy nhất của Hải quân Hoa Kỳ được đặt tên theo Đại úy Hải quân John D. Edwards.

## Thiết kế và chế tạo
John D. Edwards được đặt lườn vào ngày 21 tháng 5 năm 1919 tại xưởng tàu của hãng William Cramp and Sons ở Philadelphia. Nó được hạ thủy vào ngày 18 tháng 10 năm 1919, được đỡ đầu bởi bà May Marshall Edwards, vợ góa của Đại úy Edwards; và được đưa ra hoạt động vào ngày 6 tháng 4 năm 1920 dưới quyền chỉ huy của Hạm trưởng, Trung tá Hải quân Alexander Sharp.

## Lịch sử hoạt động

### Giữa hai cuộc thế chiến
Sau khi hoàn tất chạy thử máy, John D. Edwards khởi hành từ Philadelphia vào ngày 14 tháng 5 năm 1920 để tuần tra tại vùng biển Thổ Nhĩ Kỳ. Vào một giai đoạn nhiều xáo trộn bất ổn tại vùng Cận Đông, nó đã giúp di tản người tị nạn và cung cấp phương tiện liên lạc cho khu vực này. Nó ở lại vùng biển Thổ Nhĩ Kỳ cho đến khi lên đường vào ngày 2 tháng 5 năm 1921 để nhận nhiệm vụ cùng Hạm đội Á Châu.
Sau khi đi đến Cavite, Philippines vào ngày 29 tháng 6, John D. Edwards lập tức bắt đầu nhiệm vụ tuần tra tại Viễn Đông. Nó ở lại khu vực này trong bốn năm, hoạt động từ Philippines vào mùa Đông và tại Trung Quốc vào mùa Hè. Nó đã cứu giúp những nạn nhận của thảm họa động đất Kantō năm 1923, giúp vận chuyển lương thực và nhân viên cứu trợ đến Yokohama. Khi cuộc Nội chiến Trung Hoa bùng nổ vào năm 1924, nó đã thường trực để bảo vệ quyền lợi của người nước ngoài tại Trung Quốc. Chiếc tàu khu trục rời Viễn Đông ngày 18 tháng 5 năm 1925, và về đến New York vào ngày 13 tháng 7. 

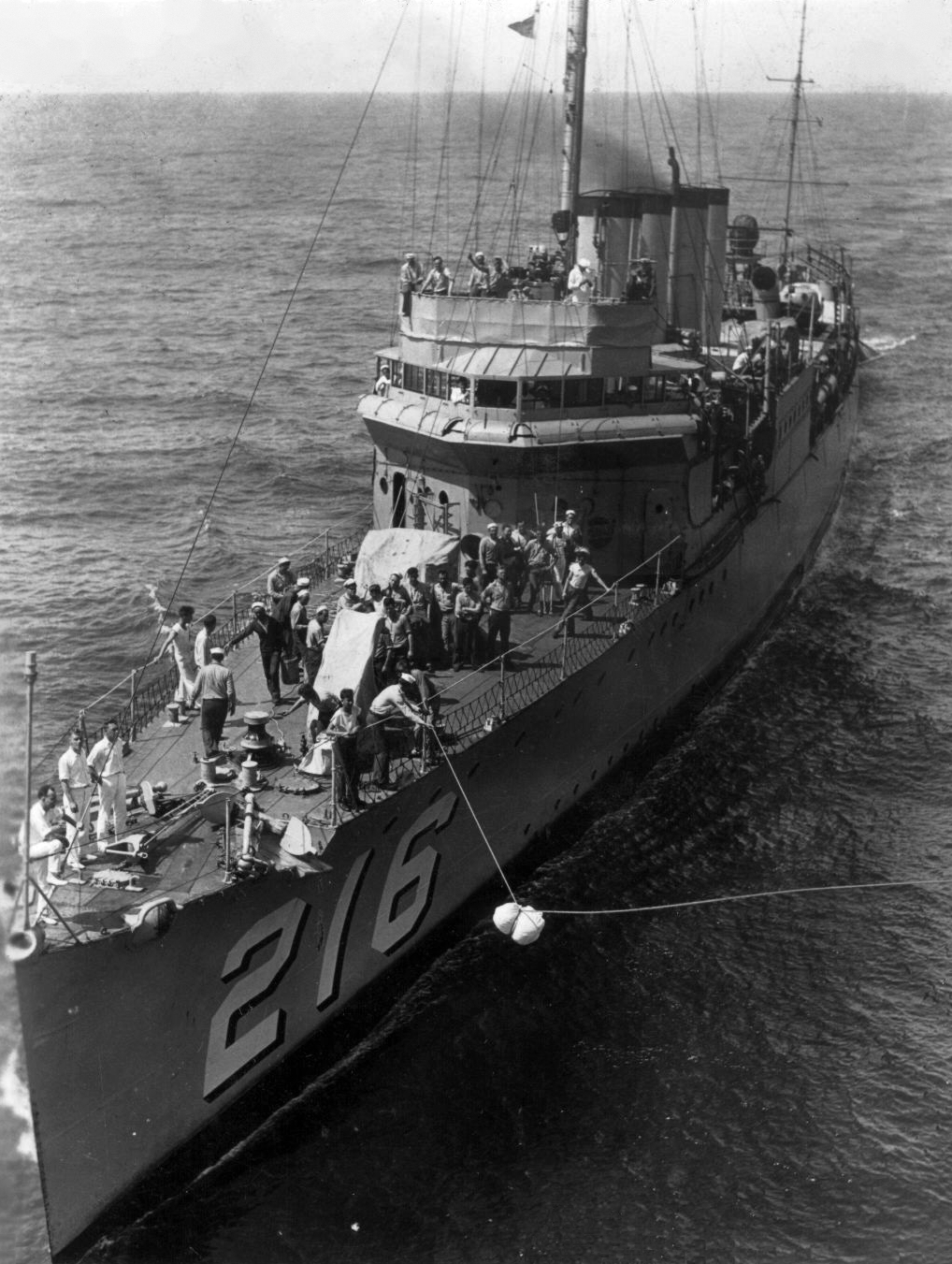
John D. Edwards đang chuyển hàng sang tàu sân bay ngoài khơi Cavite, những năm 1930.

Trong ba năm tiếp theo sau, John D. Edwards hoạt động từ Norfolk, Virginia, thực hiện các chuyến đi huấn luyện thường kỳ dọc bờ biển và đến vùng biển Caribe. Sau một chuyến đi sang Địa Trung Hải vào cuối năm 1927, nó băng qua kênh đào Panama và đi đến San Pedro, California để phục vụ tại khu vực Thái Bình Dương. Nó hoạt động dọc theo vùng bờ Tây cho đến ngày 1 tháng 8 năm 1929, khi nó lên đường đi sang Viễn Đông, đi đến Yokohama vào ngày 26 tháng 8, để một lần nữa nhận nhiệm vụ lâu dài cùng Hạm đội Á Châu. Hoạt động ngoài khơi Philippines, dọc bờ biển Trung Quốc và Nhật Bản, nó bảo vệ các quyền lợi của Hoa Kỳ vào lúc diễn ra cuộc Chiến tranh Trung-Nhật vào nữa sau những năm 1930, tiến hành huấn luyện và tập trận, và hoạt động cùng Lực lượng Tuần tra sông Dương Tử, Tuần tra biển Nam Hải, và Tuần tra Trung lập.

### Thế chiến II
Trong hai năm đầu của thập niên 1940, John D. Edwards tăng cường các hoạt động huấn luyện cùng tàu ngầm trong nhiều cuộc thực tập. Không lâu sau cuộc tấn công Trân Châu Cảng vào ngày 7 tháng 12 năm 1941 mở màn cho sự xung đột với Nhật Bản tại Thái Bình Dương, nó rời Balik-papan, Borneo để tìm những người sống sót của các tàu chiến Hải quân Hoàng gia Anh Prince of Wales và Repulse. Trong hai tháng tiếp theo, nó thực hiện nhiệm vụ tuần tra, hộ tống và chống tàu ngầm trong một nỗ lực ngăn chặn sự tiến quân về phía Nam của lực lượng Nhật Bản hùng mạnh từ Philippines xuống Đông Ấn thuộc Hà Lan. Được phân về Hải đội Khu trục 29, nó khởi hành từ Bunda Roads, Madura vào ngày 4 tháng 2 năm 1942, trong thành phần một lực lượng tuần dương-khu trục hướng đến eo biển Makassar để đánh chặn một đoàn tàu vận tải Nhật Bản được tăng cường đang hướng đến biển Java. Sáng hôm đó, máy bay ném bom Nhật đã tấn công các con tàu; và bất chấp hỏa lực phòng không, các đợt không kích đã gây hư hại nặng cho các tàu tuần dương Marblehead và Houston. Sau cuộc tấn công, nó hộ tống các tàu tuần dương bị hư hại băng qua eo biển Lombok để đi đến Tjilatjap trên bờ biển phía Nam của đảo Java.
Nhật Bản tiếp tục tiến về phía Nam trong tháng 2 năm 1942. Vào giữa tháng 2, John D. Edwards tham gia một nỗ lực bất thành đánh chặn một đoàn tàu vận tải Nhật Bản ngoài khơi eo biển Banka ở Palembang, Sumatra. Sau hoạt động này, nó đi về phía bờ biển phía Đông Bali để tấn công một lực lượng khu trục-vận tải Nhật Bản tại eo biển Badoeng. Trong những giờ đầu tiên của ngày 20 tháng 2, được tháp tùng bởi ba tàu khu trục khác, John D. Edwards đối đầu với các tàu khu trục Nhật Bản trong một cuộc đấu pháo và ngư lôi, vốn đã gây hư hại nặng cho tàu khu trục Michishio. Các tàu chiến Mỹ rút lui về Surabaya, Java cuối ngày hôm đó.
Trong thành phần lực lượng hải quân Bộ chỉ huy Mỹ-Anh-Hà Lan-Australia dưới quyền Chuẩn đô đốc Karel Doorman, John D. Edwards đối đầu với lực lượng Hải quân Nhật Bản vào ngày 27 tháng 2 trong trận chiến biển Java kéo dài bảy giờ. Phía Đồng Minh chịu đựng một thất bại nặng, mất tổng cộng năm tàu chiến trong trận này, và thêm năm chiếc khác bị mất trong các trận đánh phụ tiếp theo. Nhật Bản giờ đây được rảnh tay để chiếm đóng và chinh phục Java. Sau khi tiêu phí hết toàn bộ ngư lôi trong trận chiến, John D. Edwards rút lui về Surabaya để tiếp nhiên liệu. Cùng với ba tàu khu trục cũ bốn ống khói khác, nó khởi hành đi Australia sau khi trời tối vào ngày 28 tháng 2. Đang khi băng qua eo biển Bali vào nữa đêm 1 tháng 3, các tàu khu trục đã đối đầu trong một lúc ngắn với các tàu tuần tra Nhật. Hết ngư lôi và đạn dược đã gần cạn, các tàu chiến Mỹ rút lui, mở rộng khoảng cách và di chuyển về phía Nam để hướng đến Fremantle, đến nơi vào đầu tháng 3.
Trong hai tháng tiếp theo sau, John D. Edwards hộ tống các đoàn tàu vận tải tại Australia trước khi đi đến Trân Châu Cảng vào ngày 1 tháng 6. Nó hộ tống các đoàn tàu vận tải đi lại giữa Trân Châu Cảng và San Francisco, California cho đến ngày 15 tháng 6 năm 1943, khi nó đi đến Brooklyn, New York để làm nhiệm vụ hộ tống vận tải tại khu vực Đại Tây Dương. Nó hộ tống các đoàn tàu tiếp liệu đi từ vùng bờ Đông Hoa Kỳ sang Bắc Phi trong chín tháng tiếp theo. Trong thời gian còn lại của chiến tranh, chiếc tàu khu trục làm nhiệm vụ hộ tống và huấn luyện tàu ngầm ngoài khơi vùng kênh đào Panama. Sau khi xung đột kết thúc tại châu Âu, nó đi đến Philadelphia vào ngày 15 tháng 6 năm 1945 và được cho xuất biên chế tại đây vào ngày 28 tháng 7 năm 1945. Lườn tàu của John D. Edwards được bán cho hãng Boston Metal Company ở Baltimore, Maryland vào tháng 1 năm 1946 để tháo dỡ.

## Phần thưởng
John D. Edwards được tặng thưởng ba Ngôi sao Chiến trận do thành tích phục vụ trong Chiến tranh Thế giới thứ hai.